# Tablada de Villadiego
Tablada de Villadiego es una localidad perteneciente al municipio burgalés de Villadiego, comunidad autónoma de Castilla y León (España), en la comarca de Odra-Pisuerga.
Situada a 4 km al norte de Villadiego, se accede por la carretera denominada Camino de Tablada. Está bañada por el río Grande.
Se trata de una Entidad Local Menor.

## Toponimia
Tabulata o Tabulada significa pieza rectangular de tierra.

## Historia

### Prehistoria
Existe una estación arqueológica ribereña perteneciente al Calcolítico en el término La Parte II, en el fondo del valle del arroyo Sosa.
Del Campaniforme, fase final del Calcolítico, también se ha descrito un asentamiento en Tablada en el término de La Parte I y Cuesta de Valdeperondo.

### Edad Media
Perteneció al Alfoz de Villadiego (siglo X). En el documento fundacional de la Abadía e Infantazgo de Covarrubias aparece citado por primera vez (año 978), denominándola Tabulata; según este documento, pasa al dominio de la abadía junto con otras cinco aldeas del territorio de Villadiego, y es dominio, al menos parcial, documentado hasta el siglo XV.
Documentos de 1218, 1222 y 1474 confirman esta dependencia, que debía ser parcial pues en 1211 Alfonso VIII concede al Hospital del Rey Tablada cum suis petinenciis. En Libro Becerro de las Behetrías, a mediados del siglo XIV refleja que era lugar del Hospital del Rey.
Por el Cartulario de Santa María la Real de Nájera sabemos que entre Villalbilla de Villadiego y Tablada de Villadiego, junto al río, estuvo el Monasterio de San Fausto de Trevifio, cedido por la reina de Castilla y León, doña Urraca, con el consentimiento de su hijo el rey don Alfonso VII, al monasterio de Cluny y a Santa María la Real de Nájera en año de 1124.
También llevó el nombre de Coba Tabulada, como perteneciente al municipio de Villalbilla de Villadiego.
En 1545 litigaron el Condestable de Castilla y la Villa de Villadiego con el Hospital del Rey sobre la jurisdicción de Congosto y Tablada; la sentencia establecía que las jurisdicciones civil y criminal correspondía al Hospital del Rey.

### Edad Moderna
En 1850 Madoz lo describe como un lugar con ayuntamiento de la provincia, audiencia territorial, capitanía general y diócesis de Burgos. Partido judicial de Villadiego. Situado en terreno llano, con clima templado. Tiene 17 casas y una iglesia parroquial (San Román), servida por un cura párroco. El terreno es de buena calidad. Lo cruzan varios caminos locales. Produce cereales y legumbres; cría ganado lanar y vacuno. Población: 9 vecinos con 27 habitantes. Contribución 1 614 reales con 29 maravedíes.
Hasta 1857 se llamaba Tablada y pasó a llamarse  Tablada de Villadiego en el censo de ese año.
Formó parte de la Cuadrilla de Olmos en el Partido de Villadiego, uno de los catorce que formaban la Intendencia de Burgos durante el periodo comprendido entre 1785 y 1833. En el censo de Floridablanca de 1787  figura como jurisdicción de señorío eclesiástico siendo su titular el Hospital del Rey, que nombraba alcalde pedáneo.
Antiguo municipio de Castilla la Vieja, denominado Tablada en el partido de Villadiego.

En el censo de 1842 contaba con 16 hogares y 27 vecinos.

Entre el censo de 1857 y el anterior, este municipio desaparece porque se integra en el municipio de Villadiego.

## Patrimonio
Iglesia de San Román Mártir En honor a San Román se celebraban antiguamente las fiestas populares el 18 de noviembre. Además existía notable veneración por la reliquia de San Blas, cuya misa de celebración y adoración, el 3 de febrero, atraía fieles de los pueblos cercanos. Catalogada como bien de interés histórico artístico.
Se ubica sobre un promontorio en la parte superior de la pequeña cuesta sobre la que se asienta el pueblo.
De la fábrica primitiva románica conserva la nave original y única y el ábside. El ábside tiene las dos hiladas superiores de sillares de dos tonalidades diferentes alternando de forma intencionada, caso único en el románico burgalés. Este ábside tiene canecillos románicos de distintos motivos. Entre el siglo XII, probable fecha de su primera construcción y el XVI fue sufriendo diversas reformas y ampliaciones. Conserva el arco triunfal. Pila bautismal decorada del siglo XIII.

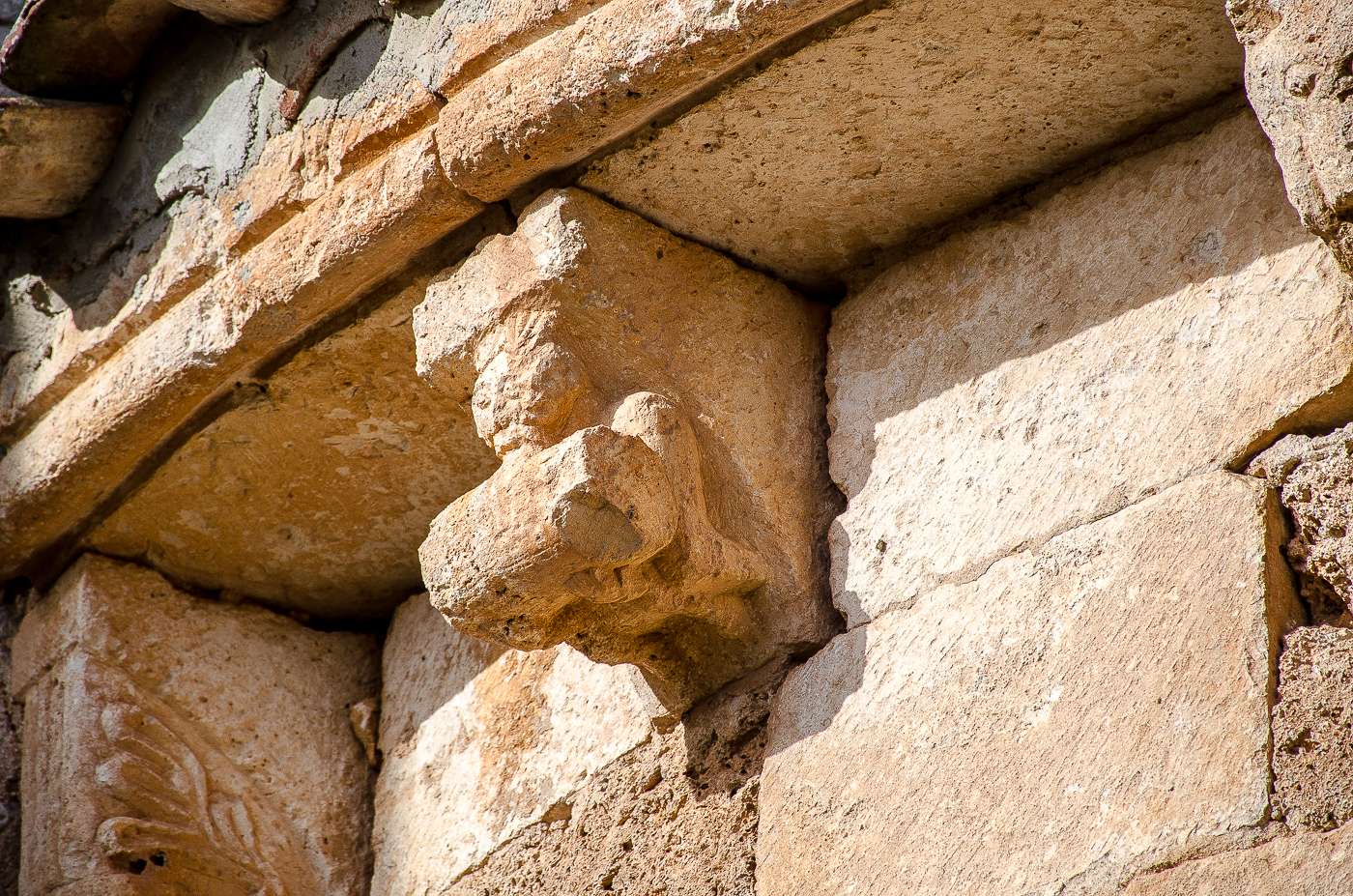
Dolio (instrumento musical). Intérprete de Dolio

.

## Despoblados
Término de La Parte y Cuesta de ValdeperondoAdemás de su ocupación en el Calcolíto, es un despoblado ocupado en todas las etapas del Medioevo. Hay una elevada concentración de restos constructivos (teja, ladrillo macizo, piedra caliza) y restos cerámicos. La tradición oral localiza en este lugar un despoblado.

## Ocio
Ruta BTT Las Loras Señalizada. 39,8 km. 460 m de desnivel.

## Galería

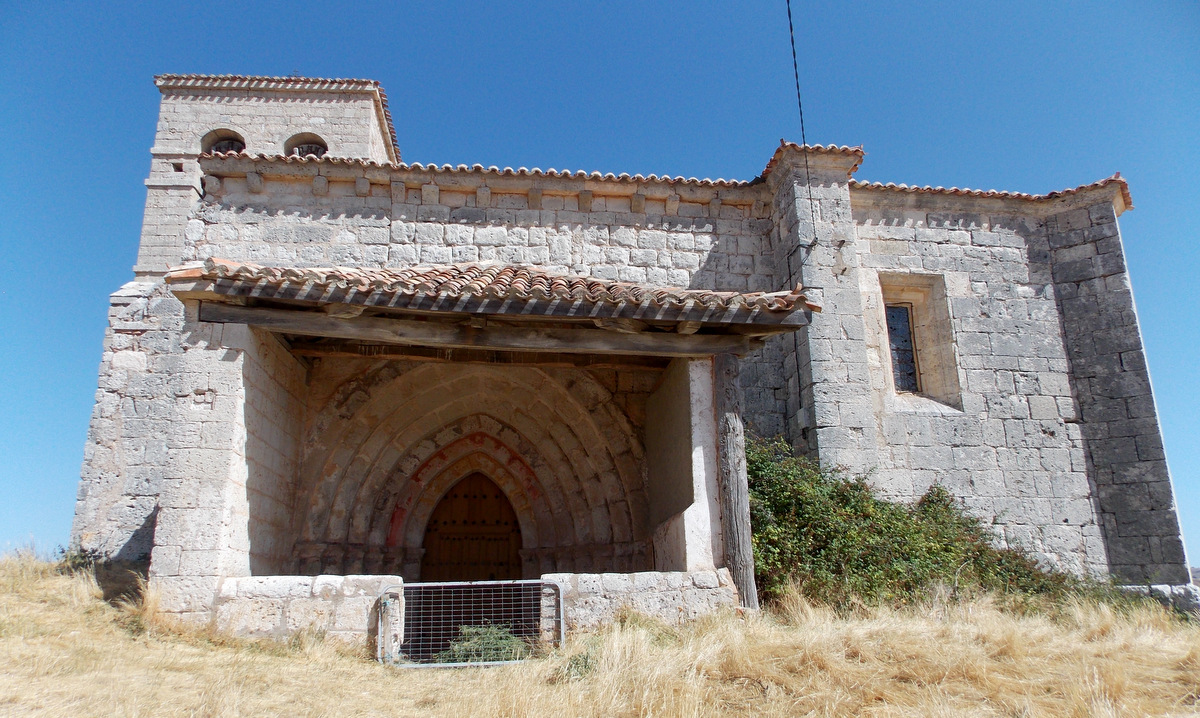
Iglesia de San Román de Tablada de Villadiego. Fachada sur.
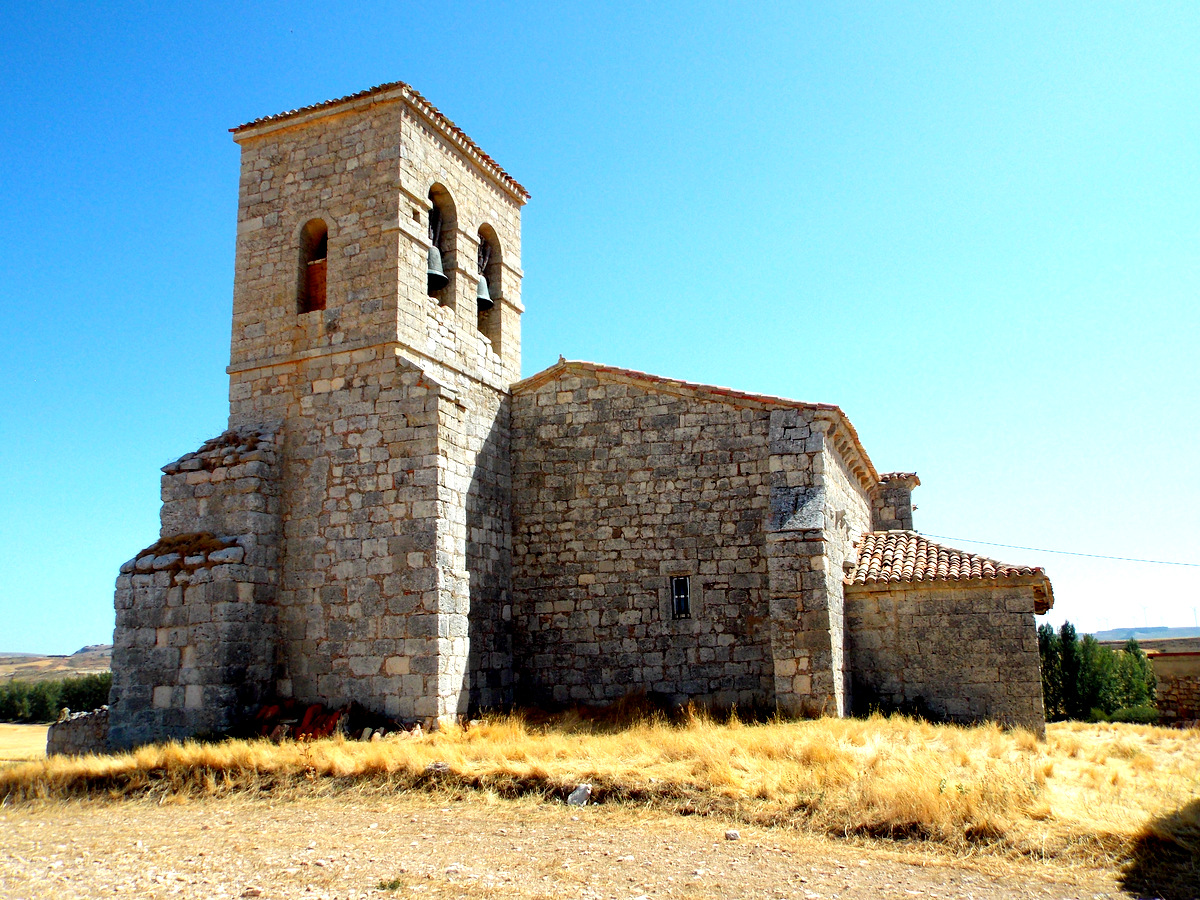
Iglesia de San Román de Tablada de Villadiego. Fachada oeste y torre.
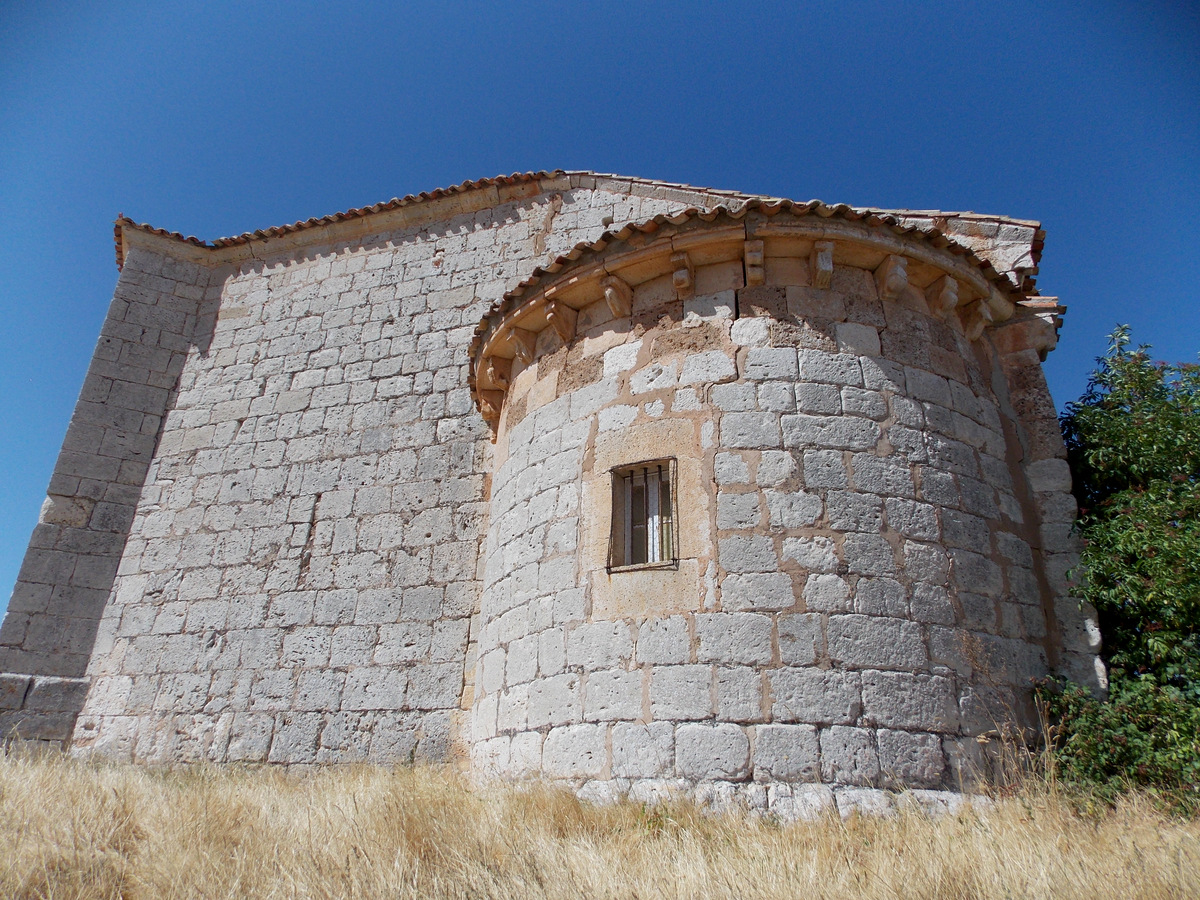
Iglesia de San Román Mártir de Tablada de Villadiego. Ábside.
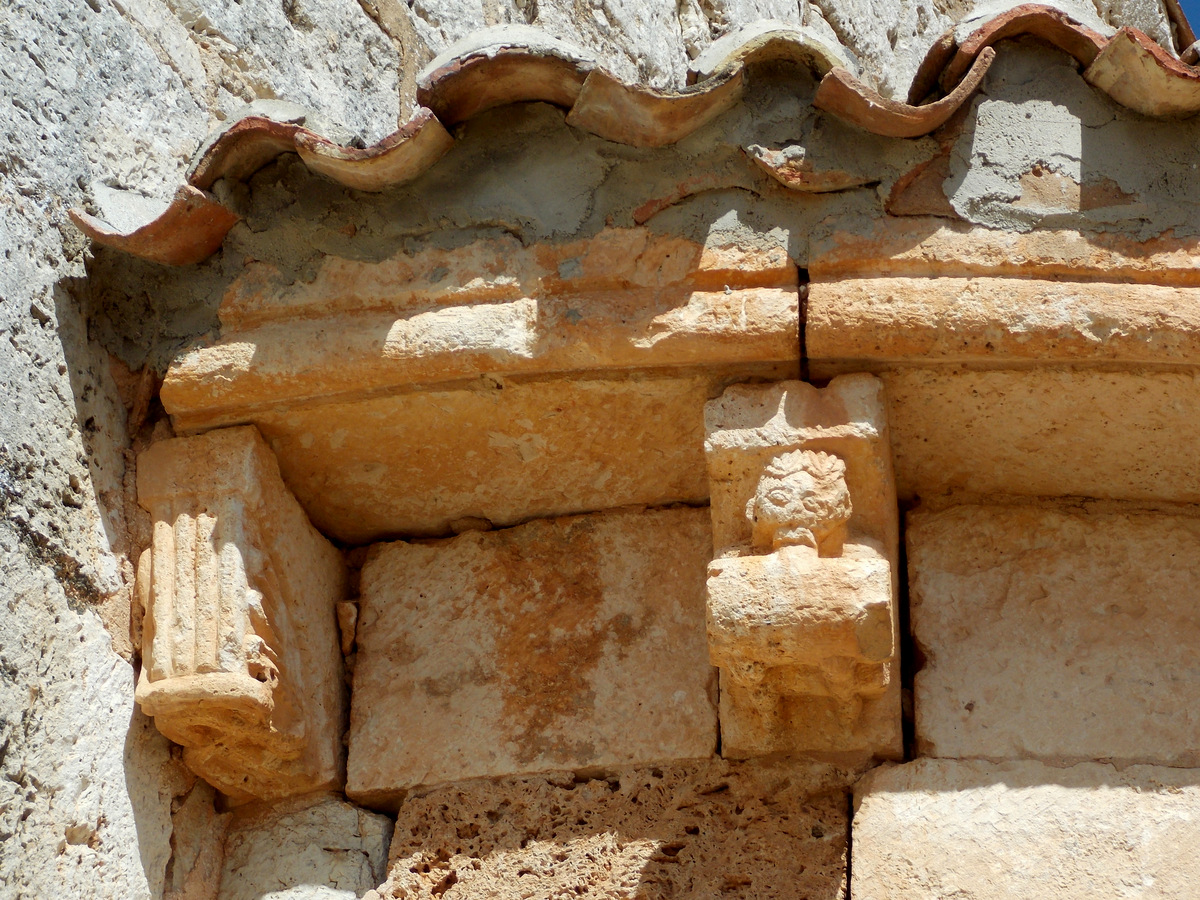
Dos de los canecillos romámicos del ábside. Iglesia de San Román de Tablada de Villadiego.
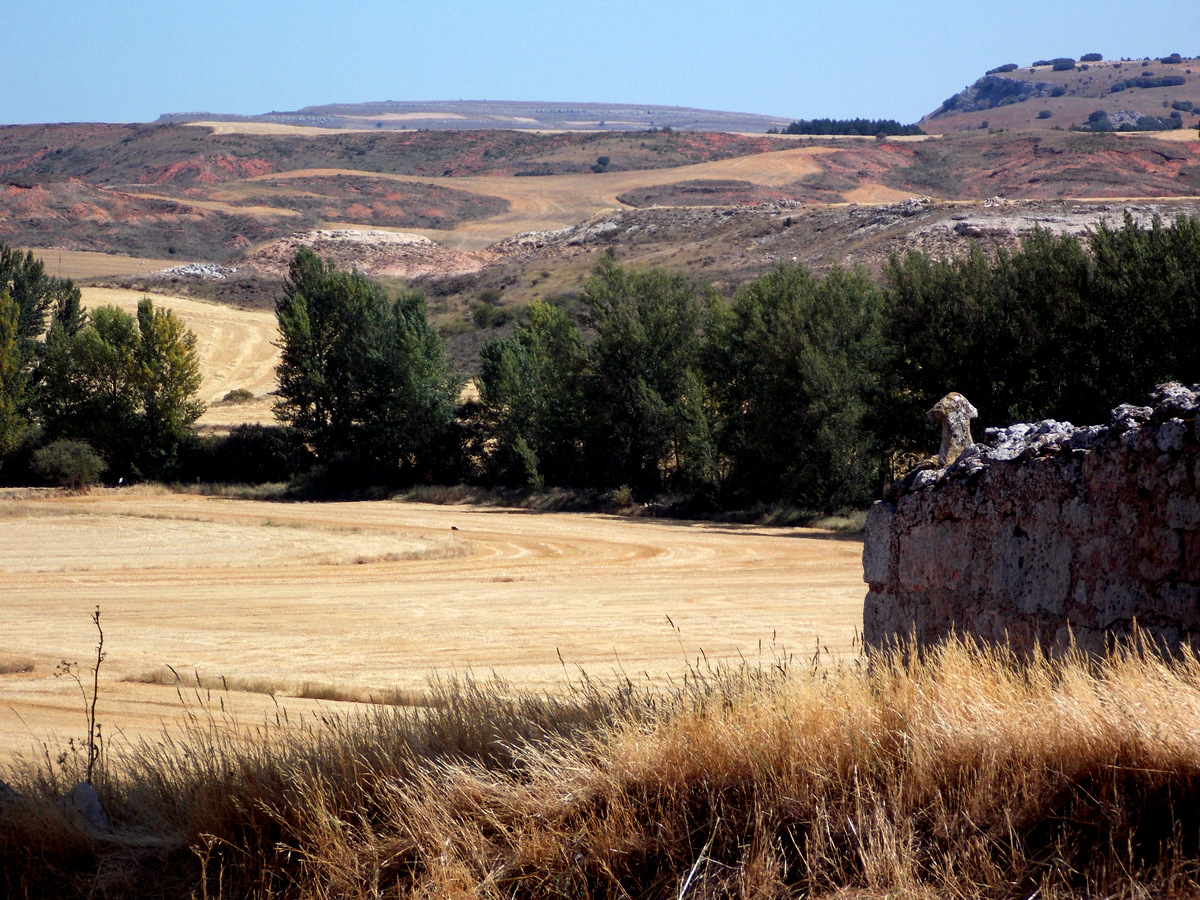
Paisaje al norte de Tablada de Villadiego, desde el promontorio de la iglesia. Flanqueado por árboles, el Río Grande.